# Дворики (Красноармійський район)
Дво́рики (рос. Дворики, чув. Юрпаш) — присілок у складі Красноармійського району Чувашії, Росія. Входить до складу Великошатьминського сільського поселення.
Населення — 68 осіб (2010; 72 у 2002).
Національний склад:
- чуваші — 97 %